# John Botvid

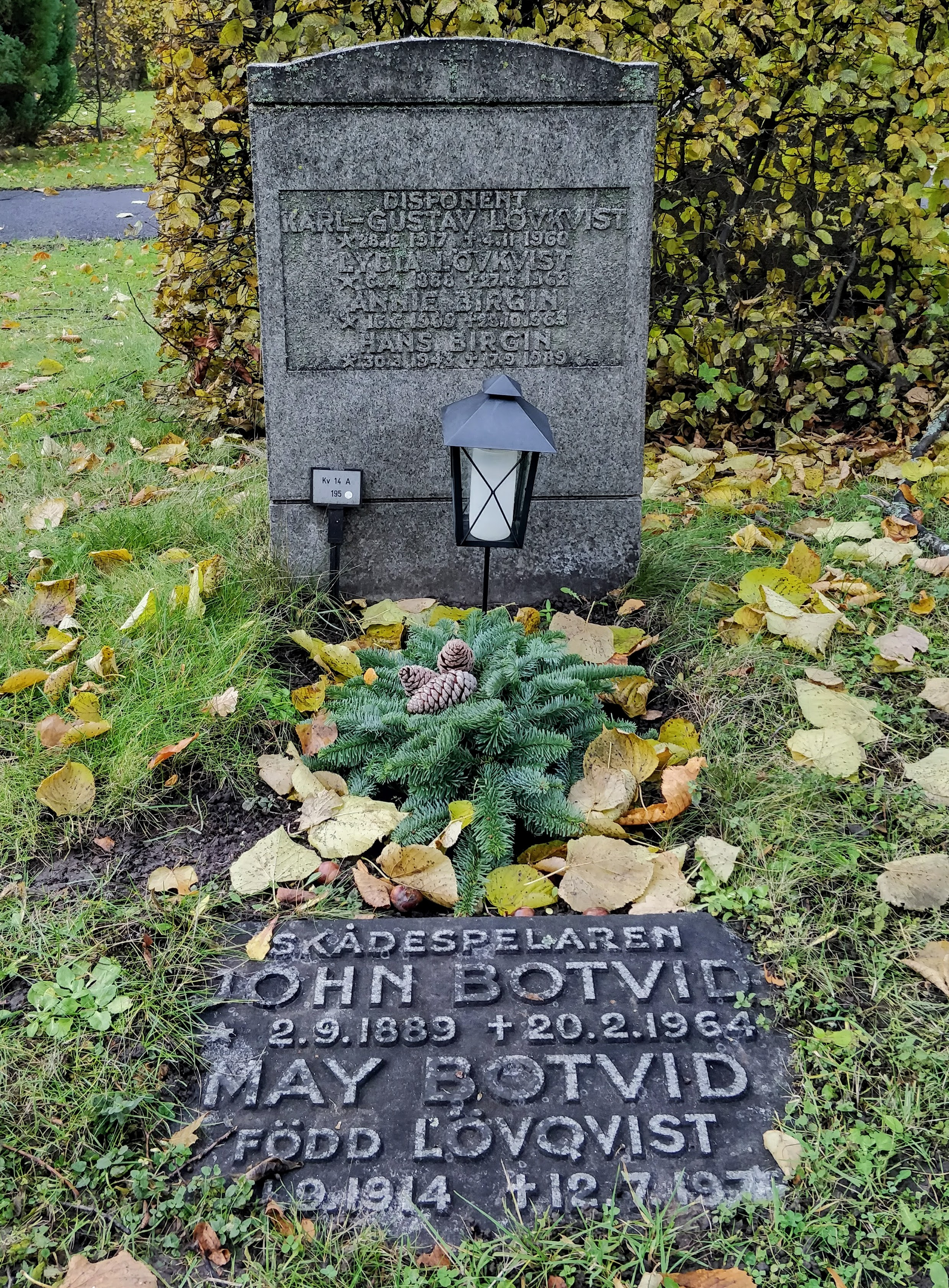
John Botvid, gravvård på Norra Begravningsplatsen, Solna.

John Botvid Börjesson, född 12 september 1889 i Göteborgs Domkyrkoförsamling, död 20 februari 1964 i Engelbrekts församling i Stockholm, var en svensk skådespelare, revyförfattare och komiker.

## Biografi
John Botvid blev känd i Göteborg redan på 1910-talet då han gjorde småroller hos Axel Engdahl. Han skrev och uppförde sin första revy Tröttkörda Johansson 1912. Han kom 1916 till Lorensbergsteatern som scenarbetare men fick då och då rycka in i småroller. 
I början av 1920-talet skrev han revyer i Göteborg, dels tillsammans med Karl Gerhard på Folkteatern, dels egna sommarrevyer på Nya teatern. Arbetade därefter på Folkets hus-teatern, Casino och Södran i Stockholm, där han medverkade både som författare och som skådespelare. 
Botvid medverkade i över 60 revyer och över 100 filmer. Under slutet av 1930-talet och en bit in på 1940-talet medverkade John Botvid i ett flertal komedier i den så kallade pilsnerfilmsgenren. Filmdebuten skedde i Förstadsprästen (1917).  
John Botvid var gift med Gunborg Maria Johnson (1891–1979) och hade barnen Rolf (skådespelare och manusförfattare), född 1915 och Gerd, född 1918. Paret skilde sig den 3 maj 1956, varefter Botvid gifte om sig 1957 med Gunvor Maria "May" Lövqvist (1914–1978), med vilken han förblev gift till sin död.
Botvid bodde i många år i Tulemarken i Sundbyberg. Han utkom 1953 med självbiografin Beatas pojke.
John Botvid är begravd på Norra begravningsplatsen i Stockholm.

## Filmografi i urval
- 1917 – Revelj
- 1917 – Löjtnant Galenpanna
- 1917 – Förstadsprästen
- 1918 – Nattliga toner
- 1925 – Karl XII del II
- 1934 – Hon eller ingen
- 1936 – Kvartetten som sprängdes
- 1936 – Familjens hemlighet
- 1937 – Skicka hem nr. 7
- 1937 – Häxnatten
- 1937 – Pensionat Paradiset
- 1938 – Goda vänner och trogna grannar
- 1939 – Landstormens lilla Lotta
- 1939 – Filmen om Emelie Högqvist
- 1940 – Åh, en så'n advokat
- 1940 – Vi Masthuggspojkar
- 1940 – Swing it, magistern!
- 1940 – ... som en tjuv om natten
- 1940 – Med dej i mina armar
- 1940 – Lillebror och jag
- 1940 – Juninatten
- 1940 – Kyss henne!
- 1940 – Karl för sin hatt
- 1940 – Hjältar i gult och blått
- 1940 – Hans Nåds testamente
- 1940 – Gentleman att hyra
- 1941 – Tåget går klockan 9
- 1941 – Söderpojkar
- 1941 – Spökreportern
- 1941 – Magistrarna på sommarlov
- 1941 – Ung dam med tur
- 1941 – Den ljusnande framtid
- 1941 – Fröken Vildkatt
- 1941 – Landstormens lilla argbigga
- 1941 – Fransson den förskräcklige
- 1942 – Olycksfågeln nr 13
- 1942 – Vårat gäng
- 1942 – Vi hemslavinnor
- 1942 – Tre glada tokar
- 1942 – Tre skojiga skojare
- 1942 – Rospiggar
- 1942 – I gult och blått
- 1943 – I mörkaste Småland
- 1943 – Det spökar – det spökar...
- 1943 – Professor Poppes prilliga prillerier
- 1943 – Lille Napoleon
- 1943 – Jag dräpte
- 1943 – Flickan är ett fynd
- 1943 – Aktören
- 1943 – Kajan går till sjöss
- 1944 – Som folk är mest
- 1944 – Släkten är bäst
- 1944 – Gröna hissen
- 1944 – Dolly tar chansen
- 1944 – Den heliga lögnen
- 1944 – Fattiga riddare
- 1944 – Prins Gustaf
- 1944 – Lilla helgonet
- 1944 – Tre musketöser
- 1945 – Sextetten Karlsson
- 1945 – Pettersson & Bendels nya affärer
- 1945 – I Roslagens famn
- 1945 – Maria på Kvarngården
- 1945 – Bröderna Östermans huskors
- 1945 – Blåjackor
- 1945 – Biljett till äventyret
- 1945 – En förtjusande fröken
- 1945 – Rattens musketörer
- 1946 – Bröder emellan
- 1946 – Kärlek och störtlopp
- 1946 – Ballongen
- 1946 – Hotell Kåkbrinken
- 1946 – Djurgårdskvällar
- 1947 – Lata Lena och blåögda Per
- 1947 – Bröllopsnatten
- 1948 – Livet på Forsbyholm
- 1948 – Hammarforsens brus
- 1949 – Hur tokigt som helst
- 1949 – Greven från gränden
- 1950 – Ung och kär
- 1950 – Frökens första barn
- 1950 – Anderssonskans Kalle
- 1950 – När Bengt och Anders bytte hustrur
- 1951 – Puck heter jag
- 1951 – Sommarlek
- 1951 – Sköna Helena
- 1952 – Snurren direkt
- 1952 – Oppåt med Gröna Hissen
- 1952 – Klasskamrater
- 1952 – Flyg-Bom
- 1952 – Flottare med färg
- 1952 – En fästman i taget
- 1952 – 69:an, sergeanten och jag
- 1953 – Folket i fält
- 1953 – Bror min och jag
- 1953 – Åsa-Nisse på semester
- 1954 – Skattefria Andersson
- 1954 – Dans på rosor
- 1954 – Två sköna juveler
- 1955 – Den underbara lögnen
- 1955 – Älskling på vågen

### Filmmanus
- 1944 – Fattiga riddare

## Teater

### Roller
| År   | Roll                         | Produktion                                         | Regi          | Teater                        |
| ---- | ---------------------------- | -------------------------------------------------- | ------------- | ----------------------------- |
| 1927 | Medverkande                  | Ta trapporna, revy Björn Hodell och John Botvid    |               | Folkets hus teater            |
| 1928 | Jim, kusk                    | Yon Yonson Algot Sandberg                          | Ernst Fastbom | Folkets hus teater            |
| 1928 | Reportern på Göteborgsbladet | Knock out Åbergsson                                | Sigurd Wallén | Folkets hus teater            |
| 1936 | Medverkande                  | Klart söderut, revy Kar de Mumma och Åke Söderblom | Björn Hodell  | Södra Teatern                 |
| 1936 | Åkaren                       | Känsliga Svensson Ernst Berge                      | Thor Modéen   | Vanadislundens friluftsteater |

### Regi
| År   | Produktion                      | Teater            |
| ---- | ------------------------------- | ----------------- |
| 1925 | Kvickt å lätt, revy John Botvid | Södermalmsteatern |